# 5190 Fry
Az 5190 Fry (ideiglenes jelöléssel (5190) 1990 UR2) a Naprendszer kisbolygóövében található aszteroida. Ueda és Kaneda fedezte fel 1990. október 16-án.